# Hohengrün (Elsterberg)
Hohengrün ist eine zur Stadt Elsterberg gehörige Siedlung im sächsischen Vogtlandkreis. Sie wurde 1931/32 in der Gemarkung Elsterberg gegründet und gehörte somit zwischen 1952 und 1992 zum Kreis Greiz im Bezirk Gera bzw. ab 1990 zu Thüringen. Durch einen Staatsvertrag kamen die Stadt Elsterberg mit ihren Ortsteilen und die benachbarte Gemeinde Görschnitz am 1. April 1992 zum sächsischen Landkreis Plauen.

## Geographie

Gliederung der Stadt Elsterberg

### Geographische Lage und Verkehr
Die Siedlung Hohengrün befindet sich in der westlichen Gemarkung von Elsterberg nördlich des Tals des Triebitzbachs, in welchem die Bundesstraße 92 verläuft. Nordöstlich von Hohengrün befindet sich das Waldbad Elsterberg im Tal des Tremnitzbachs.
Hohengrün grenzt im Westen an Thüringen (thüringisches Vogtland). Die Siedlung befindet sich im Osten des Naturraumes Vogtland (Mittelvogtländisches Kuppenland) im sächsischen Teil des historischen Vogtlands.

### Nachbarorte
|              | Noßwitz                                     |            |
| Hohndorf     | Kompassrose, die auf Nachbargemeinden zeigt | Elsterberg |
| Landesgrenze | Görschnitz                                  |            |

## Geschichte

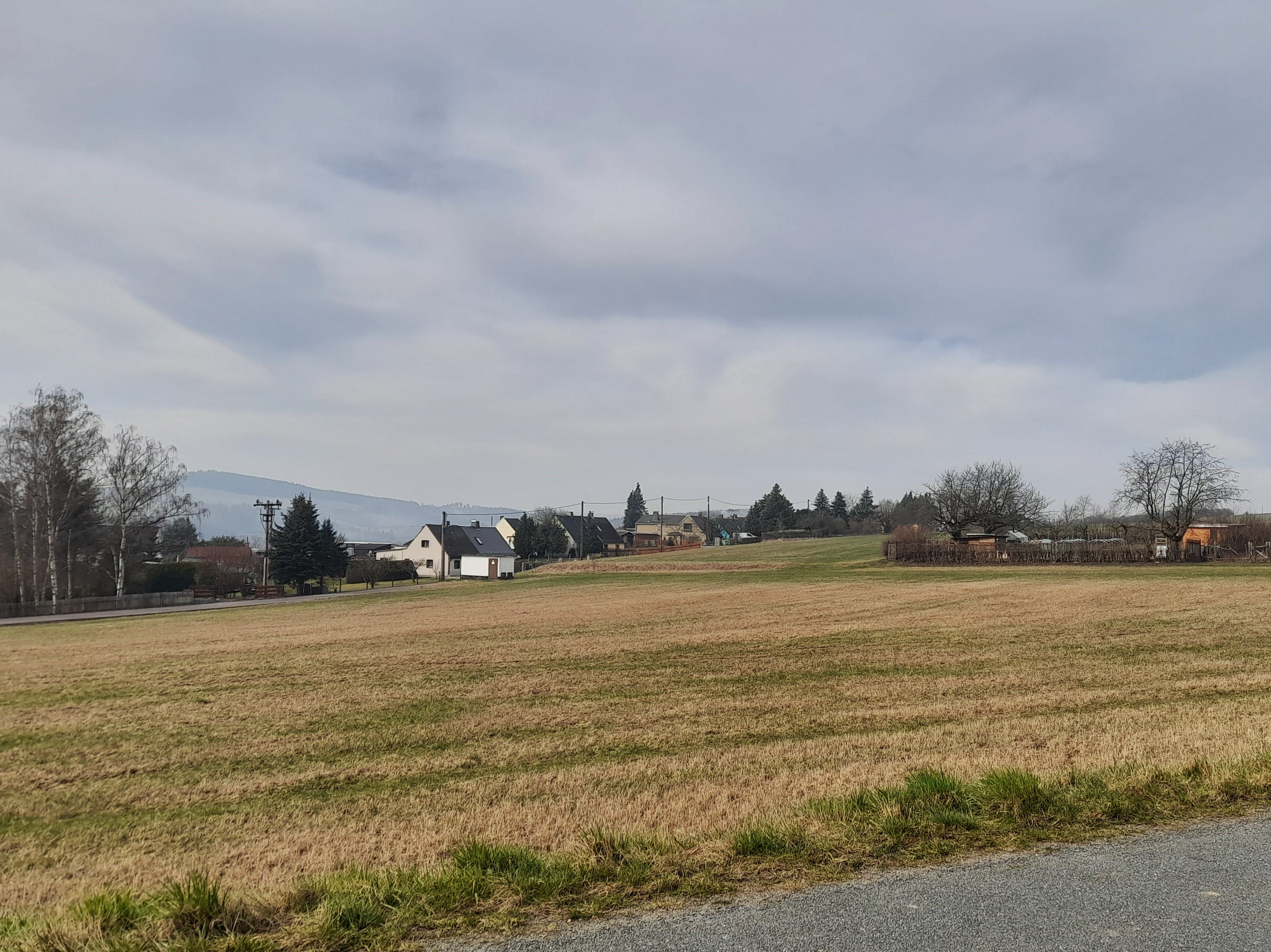
Hohengrüner Weg in Hohengrün (Elsterberg)

Die Siedlung Hohengrün in der nordwestlichen Flur der Stadt Elsterberg ist eine Spätgründung auf dem Gebiet von Elsterberg. Sie entstand in den Jahren 1931/32 als Siedlung von Arbeitern mit geringem Einkommen entlang der Hohndorfer Straße. Die Benennung des Orts erfolgte mit der im Vogtland typischen Endung -grün. Kirchlich ist die Siedlung Hohengrün nach Elsterberg gepfarrt.
Zur Zeit seiner Gründung gehörte Hohengrün als Teil der Stadt Elsterberg zur Amtshauptmannschaft Plauen. Durch die zweite Kreisreform in der DDR wurde Hohengrün als Teil der bisher sächsischen Stadt Elsterberg gemeinsam mit deren bisher ebenfalls sächsischen Nachbarorten Görschnitz, Noßwitz, Cunsdorf, Tremnitz und Pansdorf im Jahr 1952 dem Kreis Greiz im Bezirk Gera angegliedert.
Ab 1990 gehörten die Stadt Elsterberg mit Noßwitz, Hohengrün und Gippe und ihre ebenfalls 1952 dem Kreis Greiz zugeordneten, einst sächsischen Nachbarorte Görschnitz, Cunsdorf, Tremnitz und Pansdorf zunächst zum thüringischen Landkreis Greiz. Auf Grundlage des Staatsvertrages zwischen Thüringen und Sachsen wechselten die Stadt Elsterberg (mit Gippe, Hohengrün und Noßwitz) und die Gemeinde Görschnitz am 1. April 1992 zum sächsischen Landkreis Plauen. Dem gingen Proteste in den sogenannten „Krawallgebieten“ voraus. Der Ort Cunsdorf wechselte durch einen weiteren Staatsvertrag am 31. Juli 1994 nach Sachsen. Pansdorf und Tremnitz entschieden sich hingegen für einen Verbleib bei Thüringen. Die einstige Lage von Hohengrün im Kreis und Bezirk Greiz ist bis heute an der Zugehörigkeit zum „thüringischen“ Postleitzahlengebiet „07“ erkennbar.